# 이종빈 (레이싱 모델)
이종빈(1985년 12월 19일 ~ )은 대한민국의 레이싱 모델이다.

## 경력

### 레이싱모델 경력
- 2012년 - G-star 애니팡 모델
- 2012년 - 부산국제모터쇼 폭스바겐 모델
- 2011년 - G-star 레드파이브 모델
- 2011년 - 서울오토살롱 Car&Model 모델
- 2011년 - 서울모터쇼 폭스바겐 모델
- 2008년 - 부산국제모터쇼 폭스바겐 모델